# Enicospilus tripartitus
Enicospilus tripartitus är en stekelart som beskrevs av Chiu 1954. Enicospilus tripartitus ingår i släktet Enicospilus och familjen brokparasitsteklar. Inga underarter finns listade i Catalogue of Life.